# Con la rabbia agli occhi
Con la rabbia agli occhi (Death Rage) è un film del 1976, diretto da Anthony M. Dawson (alias Antonio Margheriti).

## Trama
Peter Marciani, un sicario della mafia statunitense, riceve l'incarico d'uccidere Gennaro Gallo, grosso esponente della camorra che in passato fu anche il mandante d'un agguato ai danni di Peter e suo fratello; Peter si salvò, ma suo fratello morì freddato dal sicario. Giunto da New York a Napoli, Peter fa conoscenza con Angelo, un giovane malvivente molto determinato, che gli offre il suo appoggio e la sua solidarietà e Annie, una spogliarellista amica di Angelo, che durante il corso della storia, oltre al sesso, sembra provare un sentimento d'affetto per Peter. Gennaro Gallo viene avvertito della presenza di Peter nel capoluogo campano e prende le sue contromisure commissionando più volte la sua uccisione; inoltre Peter, dal giorno dell'agguato assieme al fratello soffre di disturbi alla vista e si fa visitare da un oculista. Gennaro Gallo, venuto a conoscenza di questo handicap, sostituisce il collirio prescritto dal medico con del vetriolo, ma solo per un caso fortuito Peter rimane illeso; dopo l'ennesimo tentativo d'omicidio, Peter escogita un piano perfetto per uccidere Gallo, scegliendo la notte di Capodanno. Per raggiungere lo scopo, Peter si fa aiutare sia da Angelo, che si apposta di vedetta sul luogo dell'attentato, che da Anna, che gli fornisce un alibi inoppugnabile facendo credere alla polizia (che lo sorveglia) che siano intenti in un rapporto sessuale. Peter, giunto sul posto spara da un punto nascosto a Gennaro Gallo, uccidendolo; però viene a sua volta raggiunto da un proiettile sparato da un guardaspalle del boss e viene ferito gravemente. Trascinato via da Angelo, Peter, prima di morire, ordina ad Angelo di andarsene prima d'essere intercettato dai sicari di Gallo e dalla polizia. Al funerale di Peter, a New York, partecipano molte persone, tra cui anche il mandante dell'omicidio di Peter. Angelo, fingendosi un semplice conoscente, avvicina il boss e l'uccide. Il suo corpo morente cade sulla bara di Peter e i restanti partecipanti eleggono Angelo come successore di Peter all'interno dell'organizzazione malavitosa.

## Distribuzione
Distribuito nei cinema italiani il 22 ottobre 1976, Con la rabbia agli occhi ha incassato complessivamente 630.234.524 di lire dell'epoca.